# Камерон, Чарлз
Чарльз Камерон (англ. Charles Cameron; 1745, Лондон — 19 марта 1812, Санкт-Петербург) — один из первых палладианских архитекторов, работавших в России. Выдающийся мастер русского классицизма, создатель садово-парковых ансамблей императорских резиденций в Царском Селе и Павловске.

## Биография

### Ранние годы
Родился в Лондоне (точная дата рождения неизвестна; возможно 1 июня или 1 июля) в семье строительного подрядчика, принадлежавшего к знатному шотландскому роду. Учился у отца в его «Компании плотников», а также по работам шотландских мастеров фирмы Адельфи — Роберта и Джеймса Адам. Работал в мастерской архитектора английского классицизма Исаака Вэра, автора «Всеобщей архитектуры» (Complete Body of Architecture, 1756). В собрании Вэра были рисунки и чертежи А. Палладио, которые он намеревался опубликовать во втором издании книги лорда Бёрлингтона о Палладио. Там же он изучил книгу Палладио о римских термах, изданную Бёрлингтоном в 1732 г. Впечатление было столь сильным, что определило всю его дальнейшую судьбу. Камерон решил продолжить предпринятое Палладио изучение древнеримской архитектуры и после смерти Вэра в 1766 г. отправился в Италию 1767 г. 20 марта 1770 г. он весьма самонадеянно объявил в Лондоне подписку на свою ещё не написанную книгу под названием «Термы римлян» (The Baths of the Romans), созданную им на основе обмеров древнеримских сооружений, дабы «исправить неточности в обмерах терм», допущенные самим Палладио. Книга с офортами по рисункам автора была издана в Лондоне в 1772 г. на английском и французском языках (переиздания 1774 и 1775 гг., на рус. яз в 1939 г.).

### Рим
В Риме Камерон познакомился с французским архитектором, рисовальщиком и живописцем Шарлем-Луи Клериссо, который в 1749—1754 и 1762—1767 гг. работал в Италии, главным образом в Риме, Неаполе и Помпеях. Клериссо, работая в «этрусском» стиле, стал наставником многих архитекторов-иностранцев, прибывающих в Вечный город. Камерона позднее называли «почитателем Клериссо» и «воспитанным в Риме приверженцем Стюартов». Камерон знал греческий, латинский, английский, французский и итальянский языки, читал античных авторов, французских историков и философов. Владел одной из лучших в Европе библиотек, а также коллекцией «антиков». Камерон подружился с Дж. Б. Пиранези. Творчество Клериссо, наряду с творениями Палладио и Пиранези, оказало значительное влияние на Камерона в годы его пребывания в Италии. В дальнейшем индивидуальный стиль, выработанный им в Италии, назовут «археологическим классицизмом». На протяжении всей жизни Камерон оставался приверженцем античного искусства и творчества А. Палладио; он критиковал новшества барокко и считал, что архитекторы XVII века «низвели архитектуру до состояния путаницы и испорченности».

### Прибытие в Россию.Царское Село
Российская императрица Екатерина II получила книгу Ч. Камерона и дала наказ своим агентам в Европе заключить контракт с Камероном для строительства «римских бань» в Царском Селе. В 1779 г., почти одновременно с Дж. Кваренги, Камерон прибыл морем из Лондона в Петербург. У него не было самостоятельного строительного опыта, однако он был эрудированным человеком.
В Риме в 1768 г. архитектор встречался со своим тёзкой, шотландским аристократом Чарлзом Камероном, который также занимался архитектурой, и, вероятно, использовал совпадение имён в целях укрепления собственной карьеры. В 1775 г. отец Камерона разорился. Это грозило крахом и Камерону Младшему, поэтому он с радостью принял приглашение приехать в Россию. Камерон поступил на русскую службу 25 октября 1779 г. Он представился племянником «мисс Дженни», или Дженни Камерон, дочери сэра Эвена Камерона из Лоухилла, предводителя якобитов, шотландцев, боровшихся в 1745—1746 гг. за возвращение на английский трон шотландской династии Стюартов (как выяснилось позднее, Дженни была самозванкой, а её мемуары о войне за независимость Шотландии — подделкой). Императрице Екатерине в то время, вероятно, импонировала столь романтическая история. В письме Вольтеру в 1781 г. она сообщала: «Я увлечена Камероном, архитектором, якобитом по рождению, воспитанным в Риме, он известен благодаря своему труду о банях древних, это голова, голова воспламеняющая». Камерон поселился в Царском Селе, недалеко от императорского дворца, во флигеле оранжереи. Из Лондона он привёз в Царское Село огромную библиотеку (более четырёх тысяч томов) и значительную коллекцию произведений искусства. В 1780 г. женился на дочери придворного садовника Иоганна Буша.

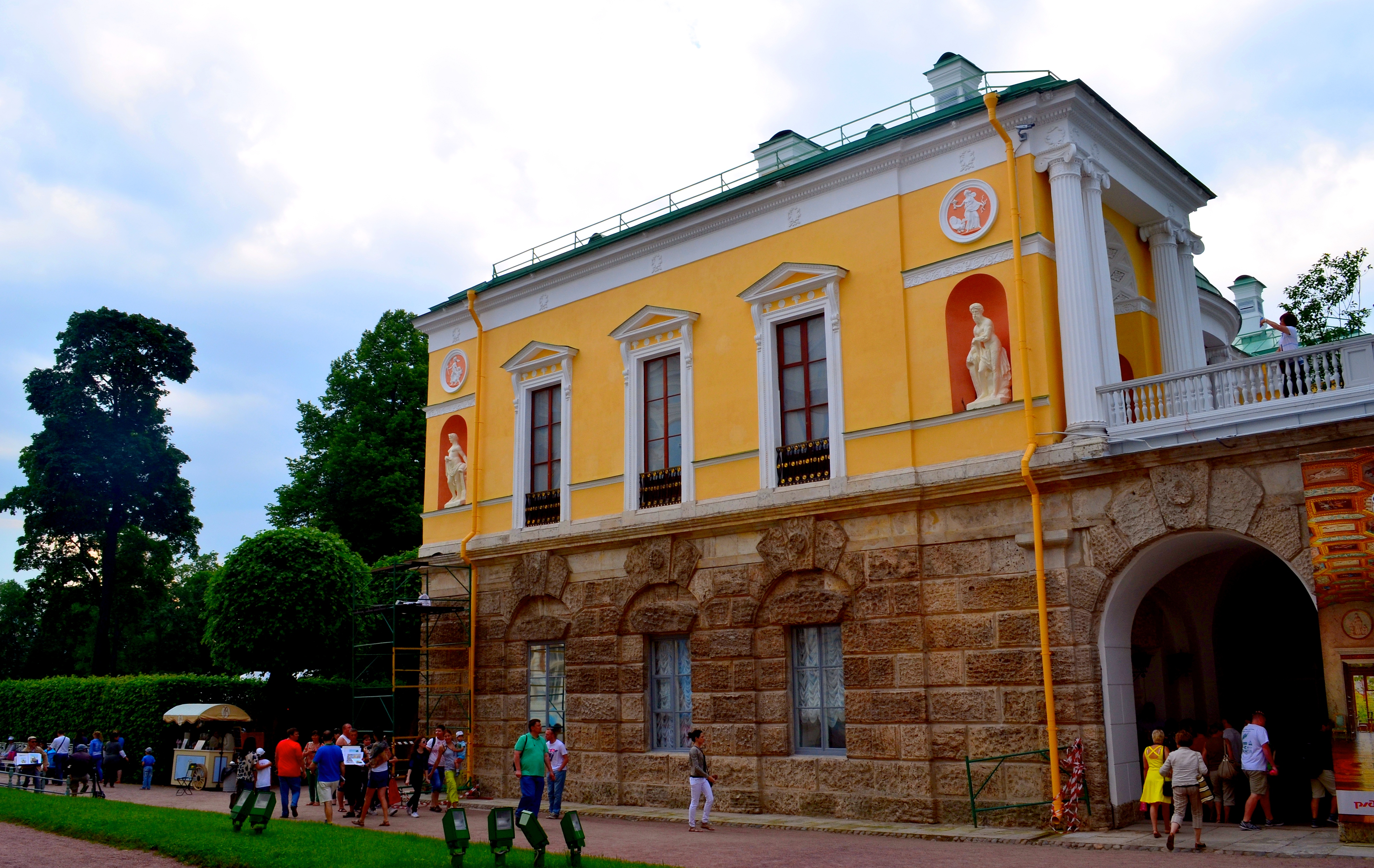
Холодная баня в Царском Селе

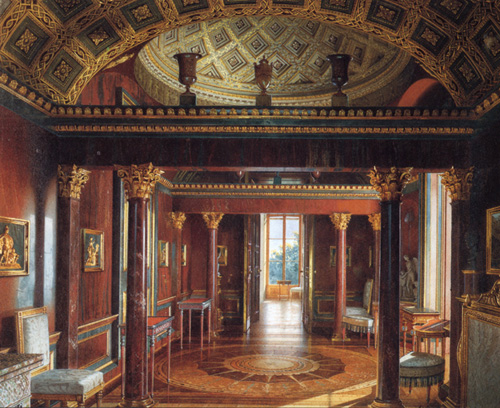
Агатовые комнаты

Индивидуальный стиль Камерона впитал разные источники, он отличается интеллектуализмом, изящным цитированием многих тем древнегреческого, римского, этрусского искусства и «помпеянских» мотивов. Однако скрытые аллюзии и прямые цитаты никогда не переходят у Камерона в открытую эклектику. Помимо руин древнеримской архитектуры, в частности терм, знатоком которых, безусловно, был Камерон, источником вдохновения самой императрицы следует назвать офорты Дж. Б. Пиранези. Она заказывала альбомы гравюр Пиранези и указывала на них в качестве образца своим архитекторам. В одном из писем барону Гримму Екатерина признавалась: «Я с ума схожу от архитектурных книг: вся комната моя ими завалена, а мне всё ещё не довольно. Теперь Пиранези очень в моде. Жаль, что его только пятнадцать томов». В 1763 г. Неаполитанский король подарил российской императрице четыре тома «Геркуланских книг» с гравированными изображениями археологических находок. В годы строительства Камероном «римских бань» в Царском Селе публиковались «Древности Афин» Дж. Стюарта и Н. Реветта (1764, 1787 и 1794 гг.).
С 1780 года, следуя планировке хорошо изученных им римских терм, Камерон возводил в Царском Селе, у восточной оконечности Большого дворца двухэтажный корпус с Холодными банями на первом этаже, и парадными помещениями — Агатовыми комнатами на втором. Они были выстроены в новом, невиданном ранее «помпеянском стиле», богато отделаны агатом, яшмой, мрамором, позолоченной бронзой. Через овальную лоджию-вестибюль можно выйти в Висячий сад, устроенный на уровне второго этажа. От Висячего сада под прямым углом к Большому дворцу на высоком цокольном этаже возвышается протяжённая галерея-колоннада.

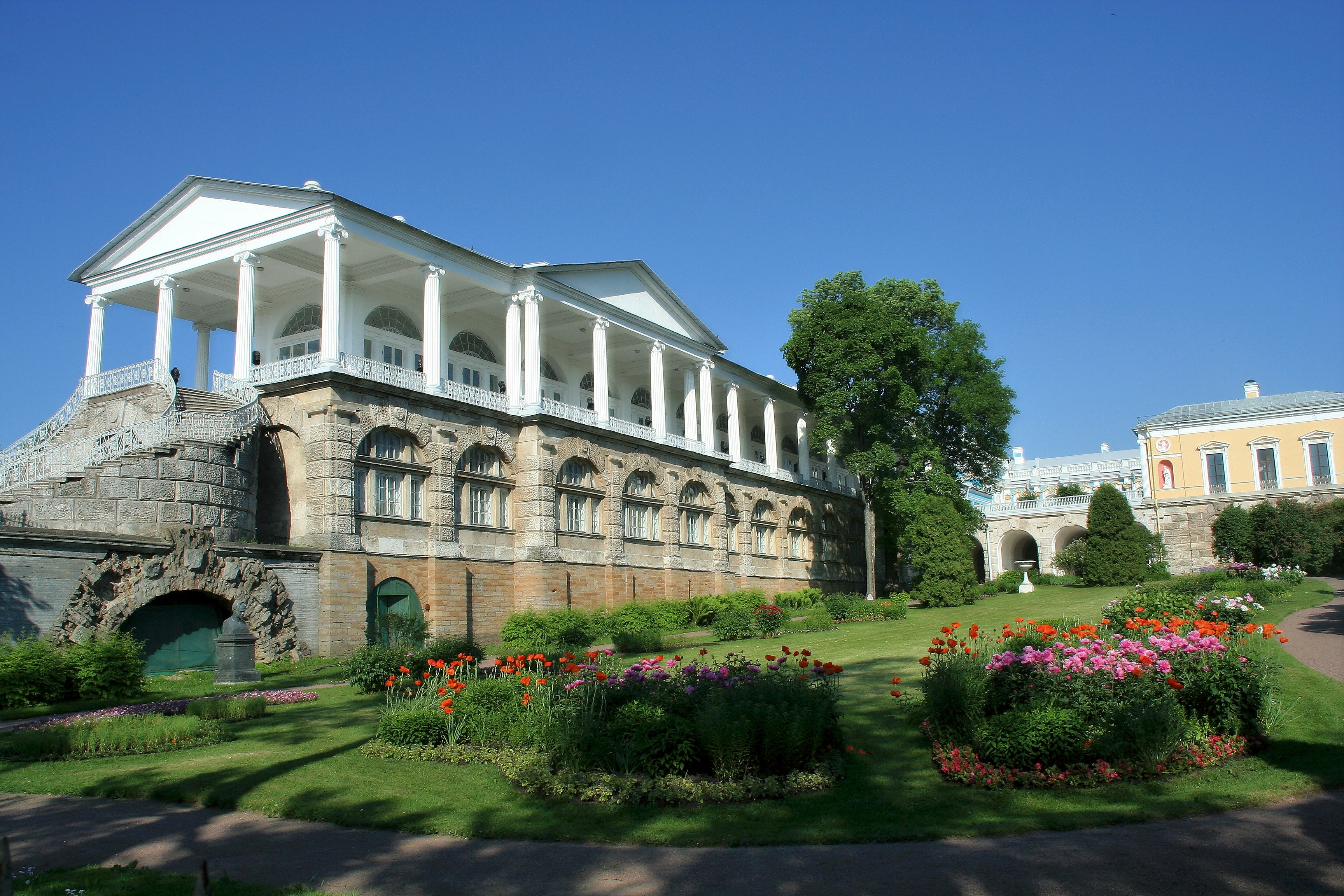
Камеронова галерея (Царское Село)

Камеронова галерея — непревзойденный шедевр архитектора. Историк архитектуры П. Н. Петров в 1885 г. первым назвал это сооружение (ранее не имевшее определённого названия) Камероновой галереей. Это чудо искусства и тонкости художественного вкуса непосредственно восходит к рисункам Клериссо и гравюрам Пиранези. Легкая «греческая» колоннада вознесена на подиум, стилизованный под древнеримскую руину. Источником этой идеи считают гравюру Пиранези «Мост Фабрицио в Риме». Нижний ярус галереи облицован тёсаным пудостским камнем с подчёркнуто грубой фактурой и якобы полустёртыми от времени деталями. На таком подиуме легко парит белоснежная колоннада ионического ордера с необычно широко расставленными колоннами — редко встречающийся ареостиль (от греч. araios — редкий, тонкий и stylos — колонна), типичный для ранней этрусской архитектуры с деревянными перекрытиями. Контраст легкой колоннады и массивного цоколя создает мощный живописный эффект.
В колоннаде Камерон не просто воспроизвёл греческий ионический ордер, а скопировал любимый им ордер Эрехфейона афинского Акрополя с необычно высокой, стройной капителью. Контраст этой цитаты и нарушающей канон широкой расстановки колонн усиливает остроту сочетания дерзости и изящества, широты и утончённости. Опоясанный колоннадой остеклённый павильон, в сущности, представляет собой бельведер. По этому бельведеру, с которого открывается вид на пейзажный парк и царскосельский пруд, среди бюстов философов и полководцев древности любила прогуливаться Екатерина Великая. Полнеющая императрица не терпела лестниц, и архитектор пристроил пологий пандус, поднимающийся прямо к соединённому с галереей «висячему саду» и верхнему этажу Холодных бань, созданных Камероном по образцу древнеримских терм. Идею этой композиции, предположительно, подсказал Ш.-Л. Клериссо. Весь ансамбль был создан в 1783—1786 гг.

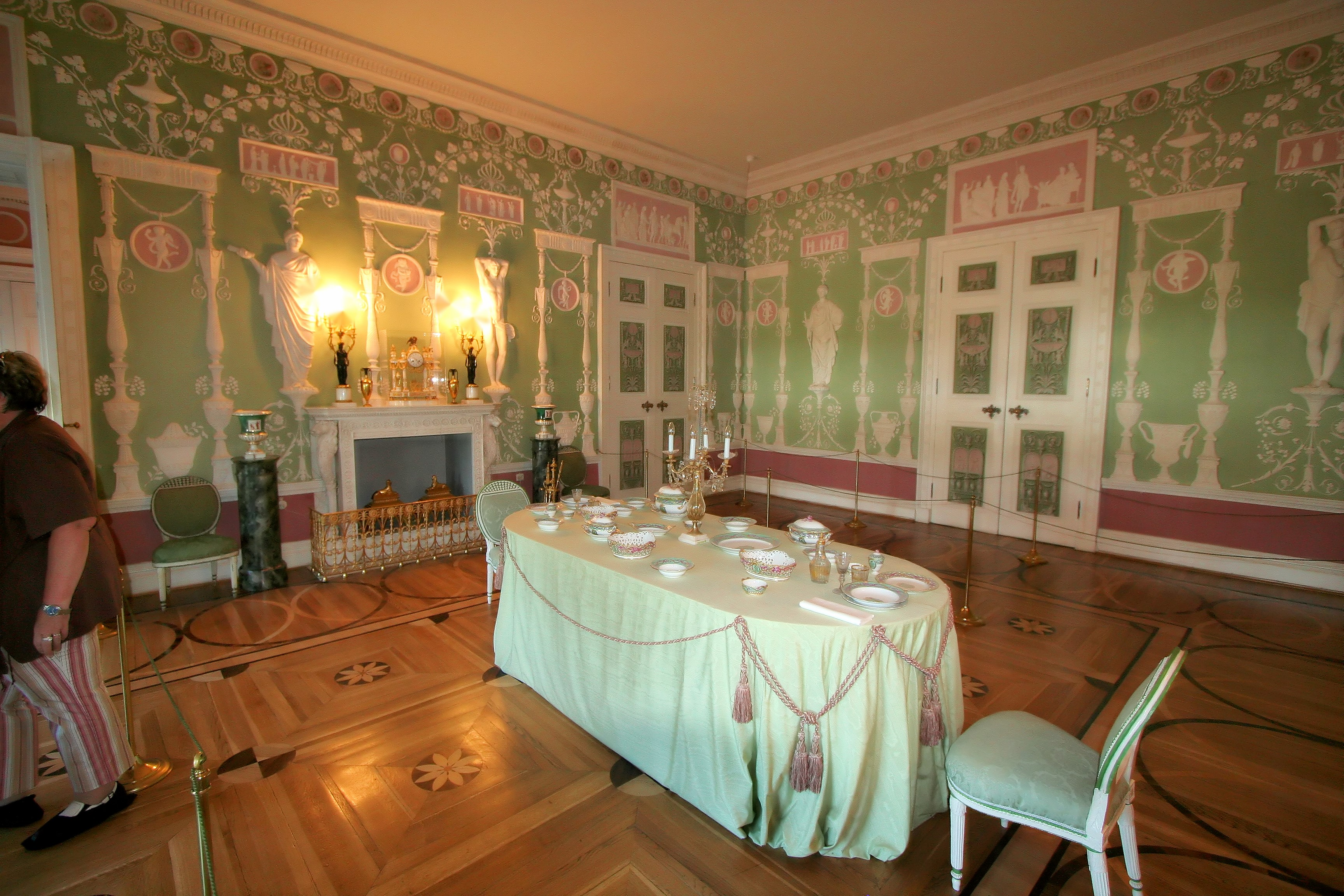
Зелёная столовая в Екатерининском дворце

В Большом дворце Камерон оформлял для императрицы новые «покои». Екатерина II не любила пышный «стиль графа Растрелли» (в 1763 г. она отправила великого мастера в отставку), а новому «архитектору её Императорского величества» повелела отделать комнаты «в стиле великих греков и римлян». В Опочивальне наследника Павла Петровича Камерон использовал цветное стекло в сочетании с золочёной бронзой и фаянсовыми медальонами, специально заказанными в Англии на мануфактуре Джозайи Веджвуда. Зелёную столовую украшают тончайшая лепка и рельефы работы И. П. Мартоса. Декор Зелёной столовой по характеру рисунка ближе всего творчеству английского архитектора Р. Адама, в частности оформлению Этрусской комнаты в Остерли Парк в Лондоне. Так случилось, что два самых известных английских последователя Клериссо — Адам и Камерон — создавали схожий стиль, один в Англии, другой в России. Этот новый стиль в России стали называть à la grecque, или помпеянским. Различию конкретных стилизуемых источников в то время не придавали существенного значения.
Несмотря на разрушения дворца немецкими войсками во время Великой Отечественной войны, некоторые интерьеры уцелели (Комплекс Холодных бань с Галереей сохранился полностью), были отреставрированы, и являются характерными памятниками камероновского стиля. Особенно были интересны Зелёная и Купольная столовые. Замечательна была анфилада небольших покоев Екатерины в Зубовском корпусе дворца, среди которых были необычны по отделке (утраченной в пожаре 1944 года) Опочивальня, Диванная, так называемая Табакерка.

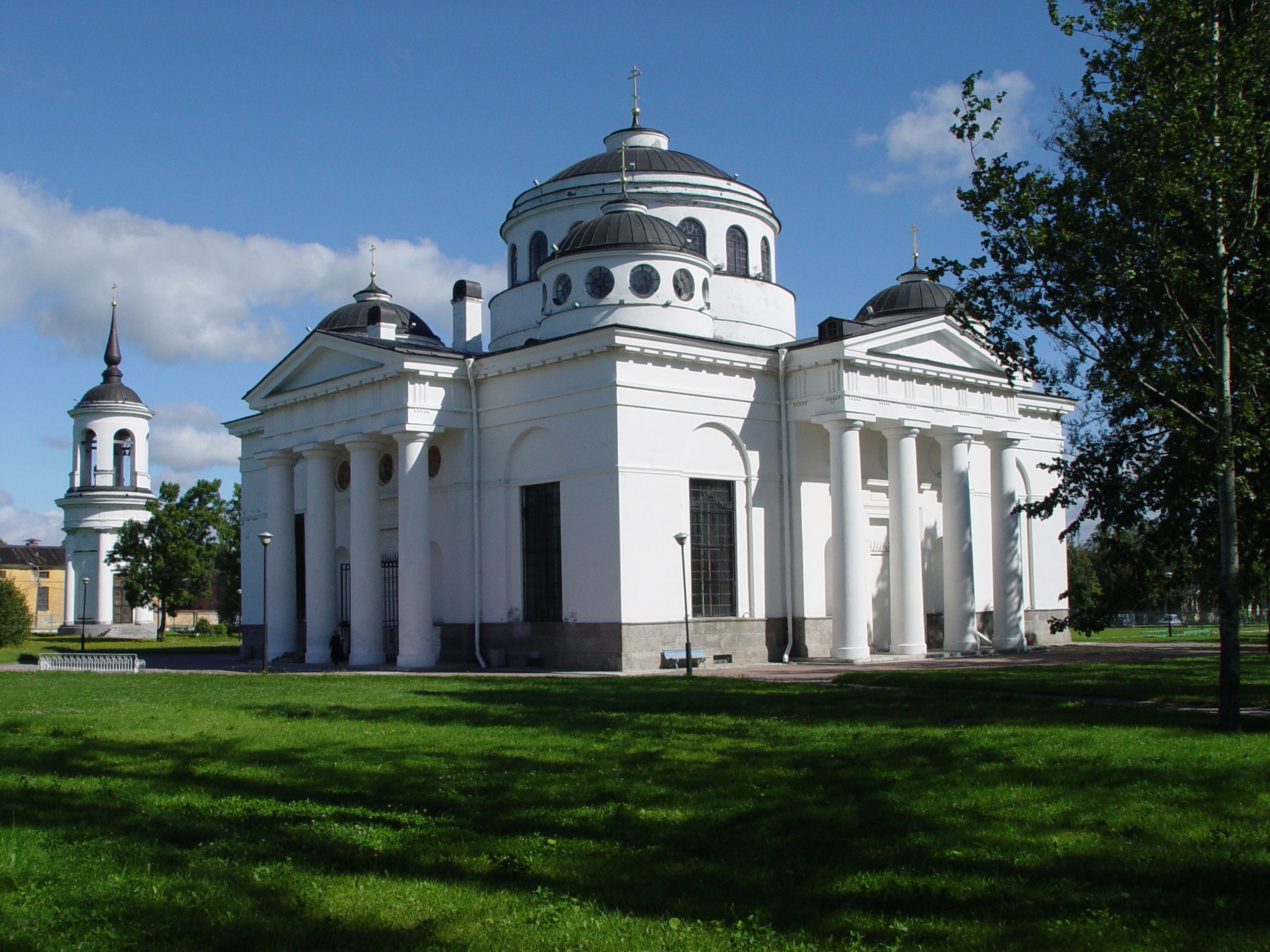
Софийский собор (Пушкин)

С победой над Турцией в русско-турецких войнах, утверждением православия на берегах Чёрного моря (как части неосуществленного Греческого проекта Екатерины Великой) связана идея создания города София. В 1780 г. юго-западнее Царскосельского парка заложили уездный город. План разрабатывал Ч. Камерон согласно задуманному Екатериной «Проекту больших территорий»: шесть парков и слобод вплоть до села Павловского должны быть объединены регулярной планировкой наподобие идеального государства Платона или легендарной Атлантиды. Камерон разрабатывал типовые дома, здания магистрата, Городской думы, Народного училища. «Образцовые дома» строили «в линию». Колоннада вела к Софийскому собору. Его архитектура по требованию императрицы должна была ассоциироваться с храмом Св. Софии в Константинополе, отсюда названия храма и города (а также по ассоциации с «идеальной разумностью» государственного устройства в духе трудов французских просветителей Ш.-Л. Монтескьё и Ж.-Ж. Руссо). Собор возводили в 1782—1788 гг. по проекту Камерона под наблюдением И. Е. Старова. Квадратный в плане, с низкими куполами, он лишь отчасти напоминает константинопольскую святыню. Когда разросшиеся деревья в парке закрыли собой «турецкий город» на берегу Большого пруда, императрица смотрела с Камероновой галереи на купол Софийского собора. Камерон не имел достаточного представления о византийской архитектуре, поэтому собор, крестово-купольный в плане, с фасадами, оформленными дорическими портиками, более похож на знаменитую виллу Капра ла Ротонда, построенную Андреа Палладио близ Виченцы, и, отчасти, на мавзолей IV в. Санта Костанца в Риме. Пологий купол, арочные люкарны Царскосельского храма напоминают Византию, а колонные портики отсылают одновременно к дорике Парфенона и к Палладио. Таково «тройное кодирование» идеологической программы. Вторым символическим воплощением Св. Софии из Греческого проекта стал спроектированный Н. А. Львовым Иосифовский собор в Могилёве (1781—1798), построенный в память встречи Екатерины II c австрийским императором Иосифом II и тайного соглашения о реализации Греческого проекта (собор уничтожен в 1938 г.). Известны и другие реплики этой композиции.

### Павловск

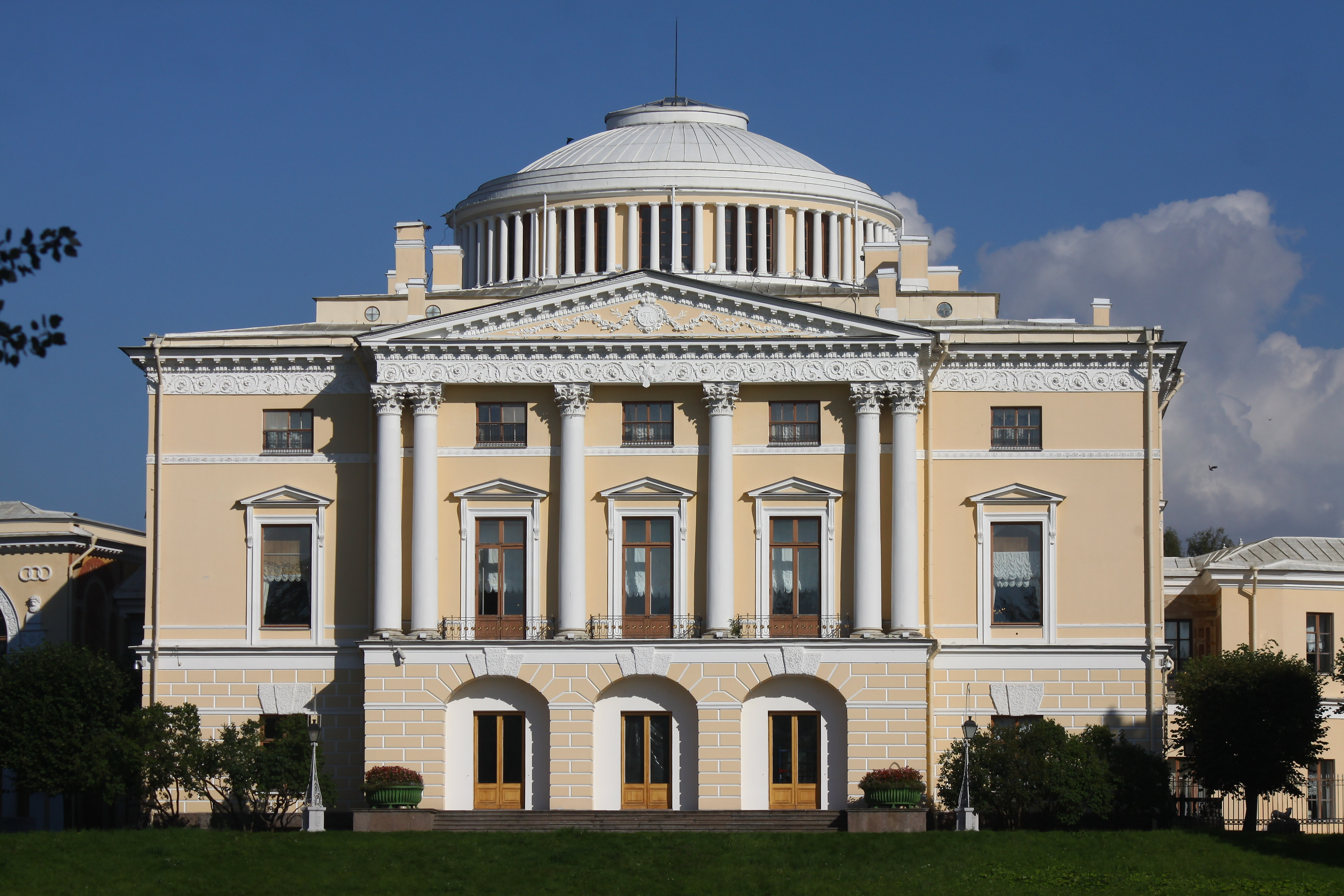
Павловский дворец

Одновременно с работами в Царском селе в 1782—1786 гг. Камерон проектировал резиденцию наследника престола Павла Петровича — усадьбы в селе Павловское близ Царского Села. При этом Камерон оставался архитектором императрицы и в Павловском не бывал. По его чертежам на возвышенности возвели Большой дворец — воплощение палладианской загородной виллы с циркумференциями. Напротив построили романтический павильон — Колоннаду Аполлона с репликой античной статуи Аполлона Бельведерского (Колоннаду строили с 1780 г. на другом месте, в 1799 г. перенесли на нынешнюю горку по решению новой императрицы). Весной 1817 г. во время грозы часть колоннады обрушилась (через неё проходил водный каскад). Вид оказался столь романтичен, что руину решили оставить как есть. Каскад устроен по рисунку Дж. Кваренги (1787).

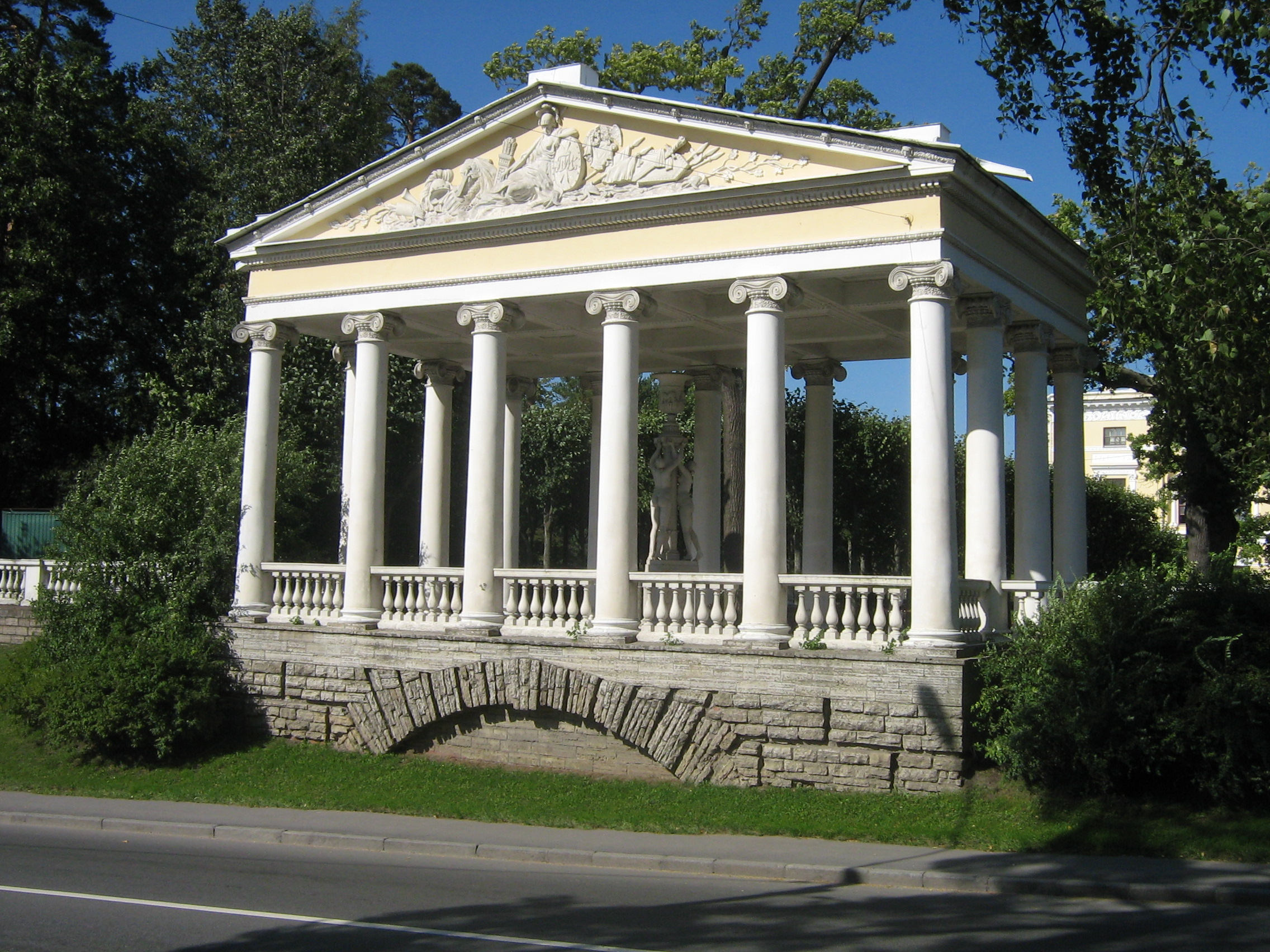
Павильон трёх граций

К югу от Большого дворца в 1800 г. по проекту Камерона создали ещё один шедевр архитектуры — «Колоннаду» (позднее — «Павильон трёх граций»). Это шестнадцатиколонный портик ионического ордера, с капителями, воспроизводящими аналогичные детали Эрехтейона Афинского Акрополя (421—406 гг. до н. э.). В 1803 г. (отчего появилось второе название) в центре павильона установили скульптурную группу — «Три грации» работы итальянского скульптора Паоло Трискорни. Пейзажный парк в английском стиле площадью в 600 гектаров, исходя из особенностей рельефа, формировался Камероном при участии выдающегося художника-декоратора и мастера садово-паркового искусства П. Гонзага.
Парадные помещения Большого дворца, образующие анфилады по сторонам центрального зала, были оформлены по проекту Камерона с присущим его манере изяществом. Интерьеры пострадали при пожаре в 1793 году, но были возобновлены архитектором В. Бренной. В 1796 г. Бренна по распоряжению императора Павла значительно перестроил дворец. Он надстроил созданные Камероном полуциркульные галереи и боковые корпуса. Позднее, после ещё одного пожара в 1803 г. интерьеры восстанавливал А. Н. Воронихин.
Дворец был подожжён нацистскими оккупантами при отступлении в 20-х числах января 1944 года
Неподалёку от дворца в долине реки Славянки Камерон создал несколько замечательных по гармонии с природой и красоте архитектурных композиций из павильонов и мостиков. Среди них выделяется образной близостью к античному круглому храму павильон «Храм Дружбы» (1780—1782 годы). в этом сооружении искусно сочетается римская ротонда с римским дорическим ордером колоннады круглого периптера.

### Поздние годы

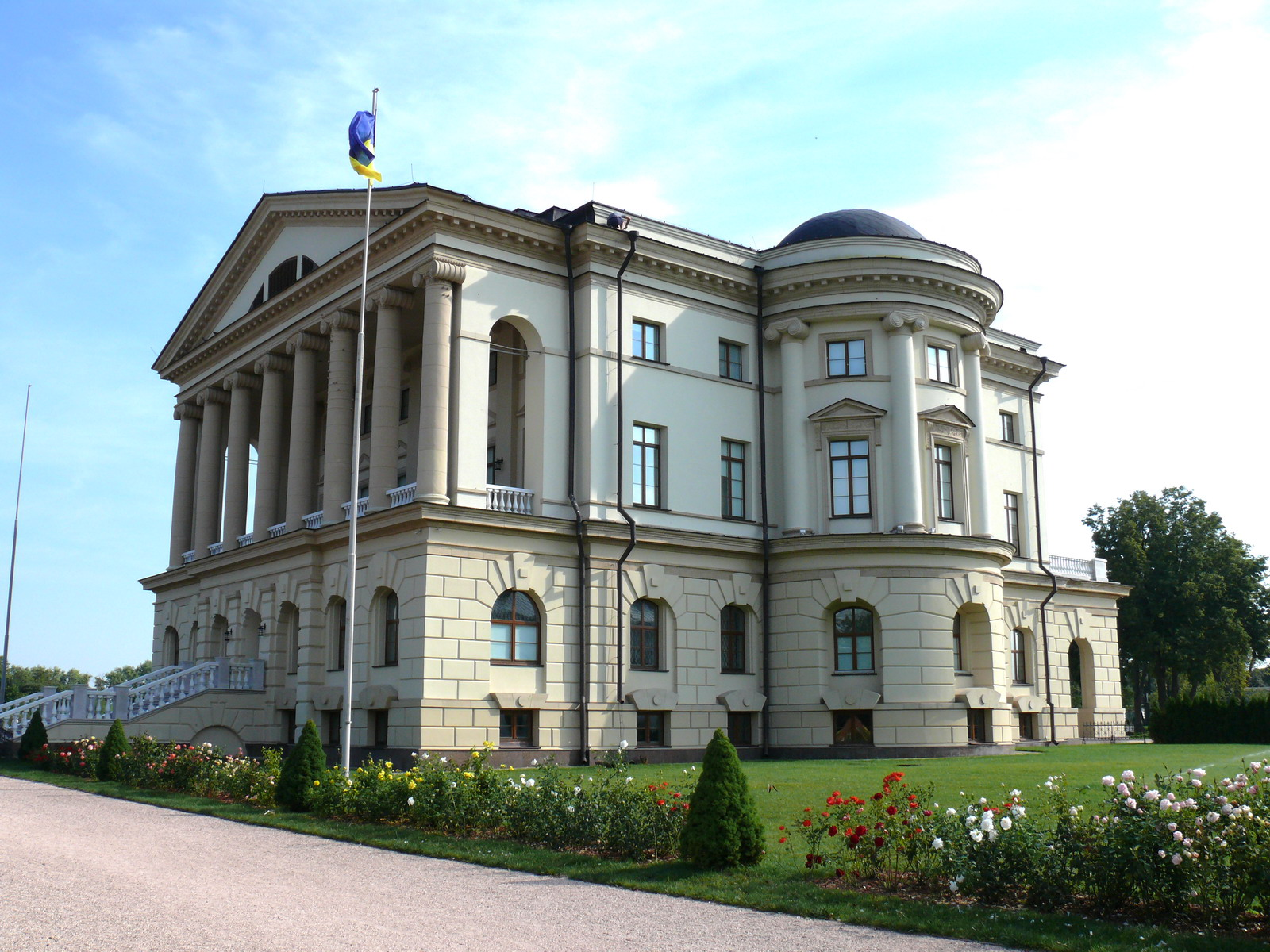
Батурин. Дворец Разумовского

После смерти Екатерины II и воцарения Павла в 1796 г. Камерону отказывают в заказах, и он отправляется на Украину в Батурин, где для гетмана Кирилла Разумовского Камерон строит к 1803 году Батуринский дворец.
После смерти Павла и воцарения Александра I Камерон был вновь возвышен.
В 1802—1805 состоял главным архитектором Адмиралтейства, после него этот пост занял А. Д. Захаров.

## Издания трудов
На русском языке
- Термы римлян / Чарльз Камерон; Пер. А. А. Войтова, В. К. Макарова, Е. Н. Якоби; Под ред. Г. И. Котова, В. Н. Талепоровского. — М.: Издательство Всесоюзной Академии архитектуры, 1939. — 110 с. — 3200 экз. (в пер.)